# موريتز هاوسلر
موريتز هاوسلر (بالألمانية: Moses Häusler)‏ (20 يوليو 1901 بفيينا في النمسا - 24 ديسمبر 1952 بفيينا في النمسا) هو لاعب كرة قدم نمساوي في مركز الهجوم. شارك مع منتخب النمسا لكرة القدم. أما مع النوادي، فقد لعب مع نيويورك جاينتس ونيويورك هكوة ‏ وHakoah Vienna ‏ وHakoah All-Stars ‏ وNew York Americans (soccer) ‏.

## وصلات خارجية
- موريتز هاوسلر على موقع قاعدة بيانات كرة القدم.إي يو (الإنجليزية)
- موريتز هاوسلر على موقع ناشيونال فوتبول تيمز (الإنجليزية)